# Herpolitha limax
Herpolitha limax es la única especie de coral del género Herpolitha, de la familia Fungiidae.
Similar en apariencia a Polyphyllia, de quien se diferencia en que ésta tiene más tentáculos y son más largos, dándole una apariencia de felpudo.

## Morfología
Son pólipos  coloniales de vida libre, con el corallum de forma alargada y sus extremos redondeados. Tienen un surco axial en el centro del coralum, o estructura esquelética colonial, que alberga varias bocas, y del que parten los septa primarios hacia los lados, donde genera otras bocas. También pueden bifurcar el surco central, desarrollando formas en V, X o Y. Los septa están densamente comprimidos y rectos, sus márgenes son dentados e irregulares, y sus laterales son finamente granulados. Los costa están decorados con espinas.
Los tentáculos son translúcidos, o, con poca frecuencia, blancos o verdes, con las puntas en blanco. Presentan unas células urticantes denominadas nematocistos, empleadas en la caza de presas del plancton. El color del animal es marrón claro u oscuro, o marrón verdoso. Los tentáculos sólo los extiende por la noche.
Tienen la capacidad de moverse, a pesar de su esqueleto calcáreo. Su sistema es inflarse de agua hasta alcanzar la forma de un globo, para desplazarse aprovechando las corrientes.
Pueden alcanzar los 62 cm de largo y 15 cm de ancho.

## Alimentación
Los pólipos contienen algas simbióticas; mutualistas (ambos organismos se benefician de la relación) llamadas zooxantelas. Las algas realizan la fotosíntesis produciendo oxígeno y azúcares, que son aprovechados por los pólipos, y se alimentan de los catabolitos del coral (especialmente fósforo y nitrógeno). Esto les proporciona entre el 75 y el 95% de sus necesidades alimenticias. El resto lo obtienen atrapando plancton con sus tentáculos.

## Reproducción
Como todos los corales duros se reproduce tanto sexual como asexualmente. En la reproducción sexual expulsan esperma y huevos al tiempo, consiguiendo la fertilización externa. El óvulo fecundado evoluciona a larva plánula, que deambula por la columna de agua hasta fijarse en el sustrato. La supervivencia de estas plánulas es pequeña, puesto que sirven de alimento a diversas especies marinas. Una vez anclada realiza la metamorfosis a pólipo, y comienza a secretar su esqueleto de carbonato cálcico, aragonita, hasta convertirse en el coral adulto. 
La reproducción asexual tiene lugar mediante la aparición de brotes de nuevos pólipos en el esqueleto.

## Galería

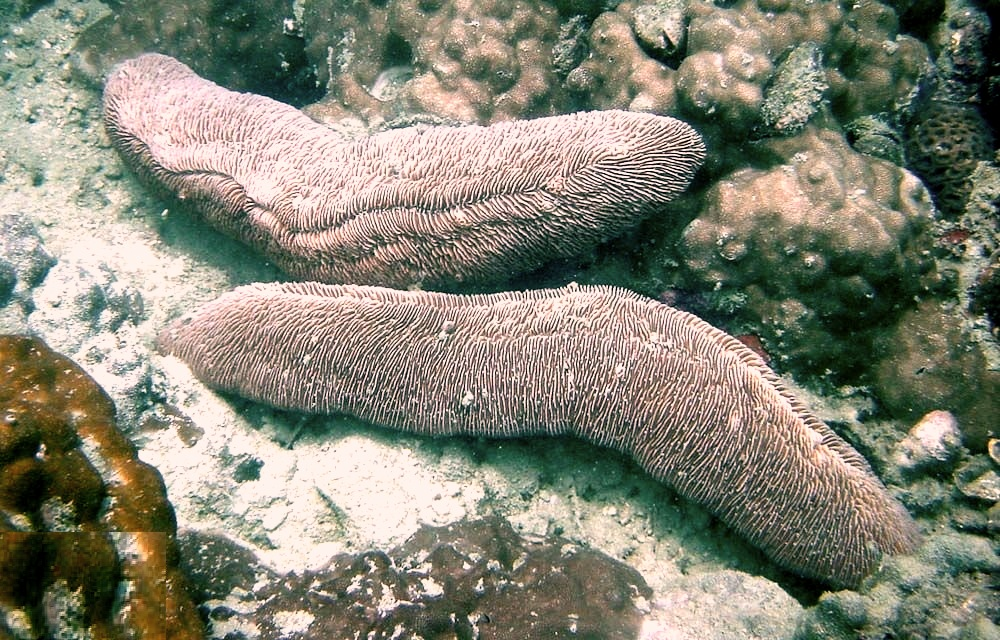
Ejemplares con pólipos retraídos en Koh Phangan, Tailandia
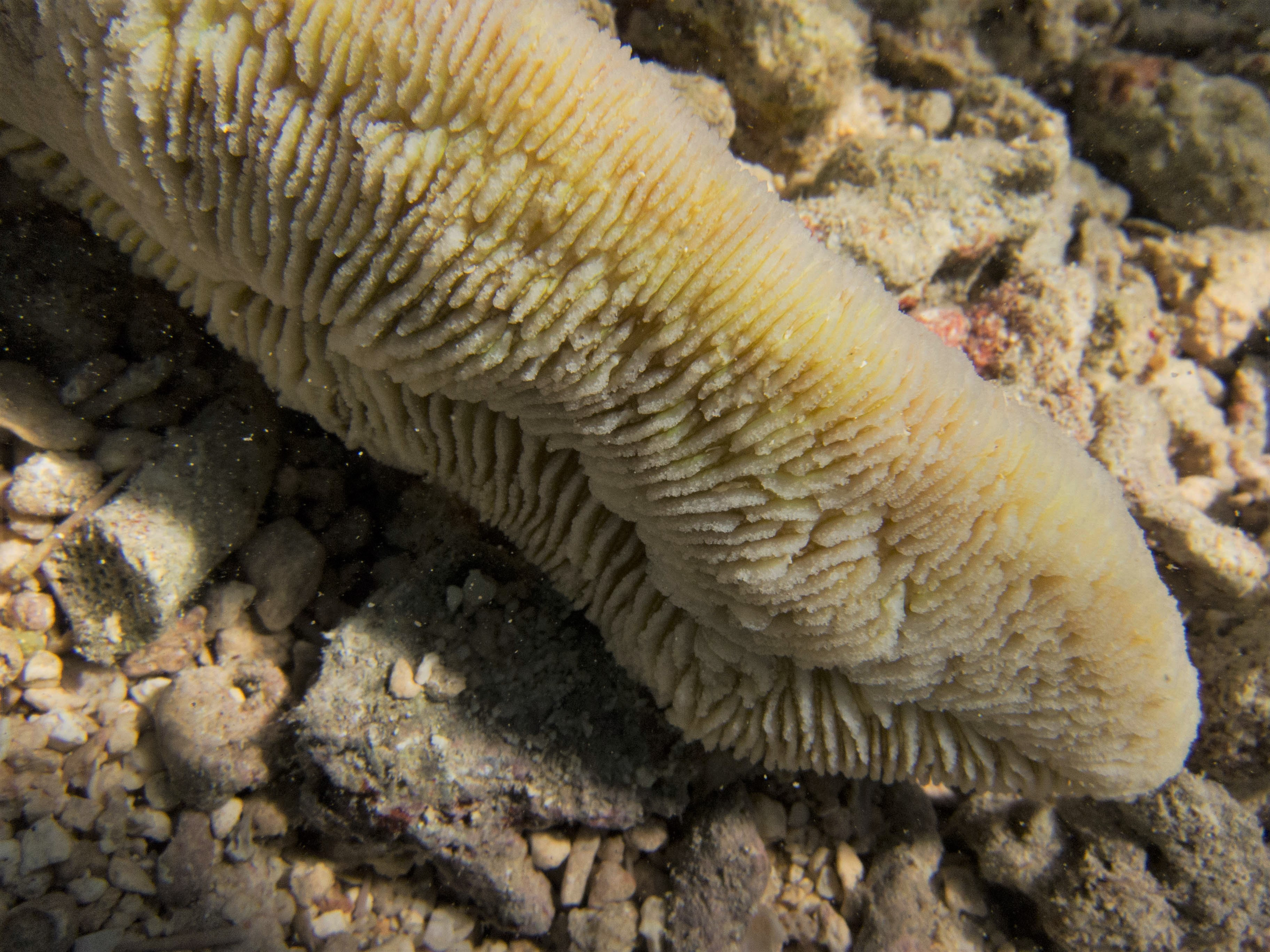
Ejemplar con pólipos retraídos mostrando el surco axial
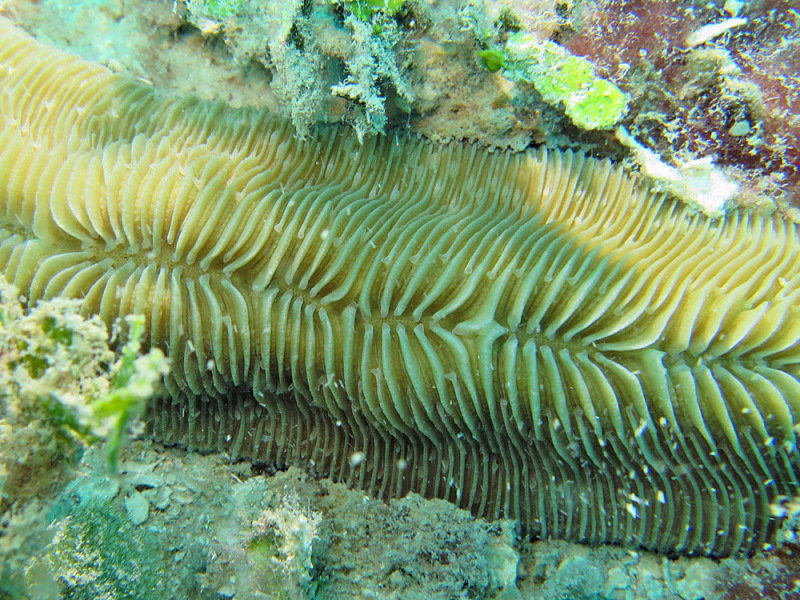
Vista parcial de H. limax mostrando los septa que radian desde cada boca
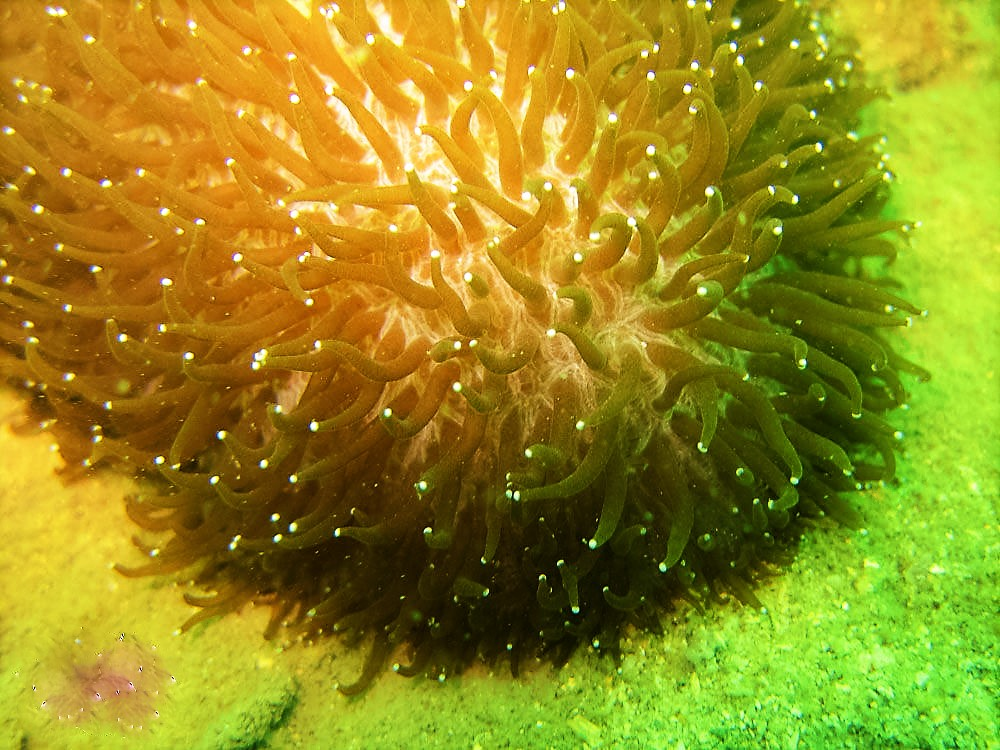
Detalle de tentáculos expandidos con puntas blancas
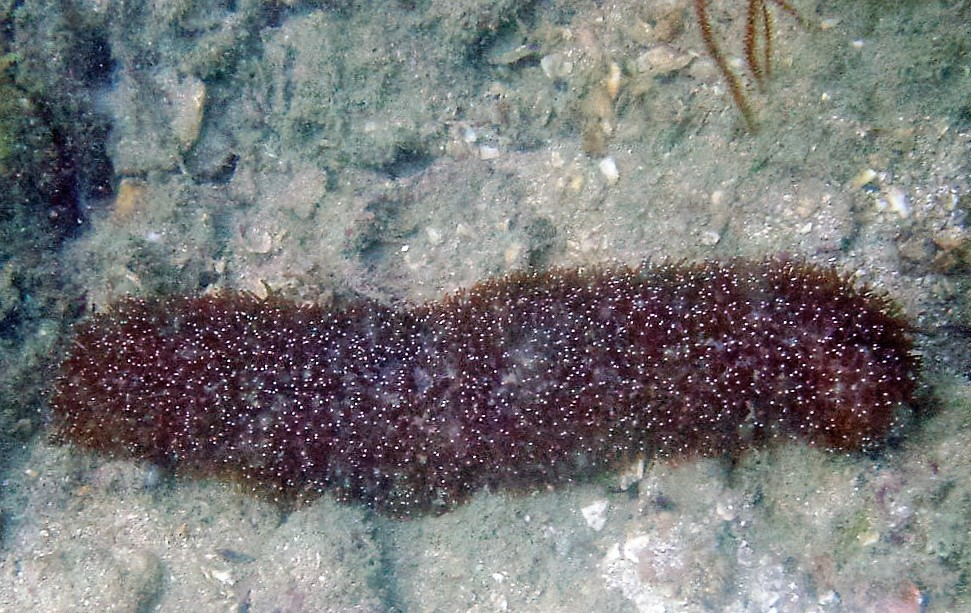
H. limax en Koh Phangan
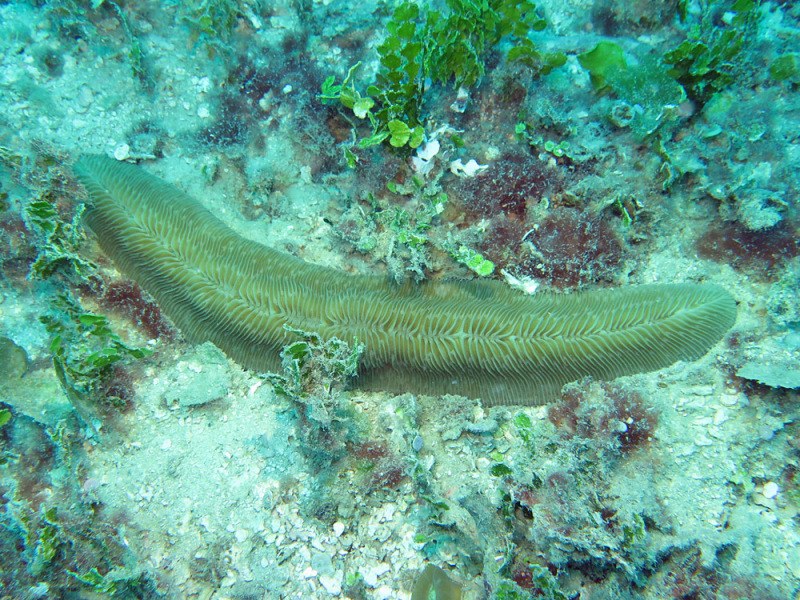
H. limax, de 30 cm de largo, a 22 m de profundidad, en isla Lizard, Australia
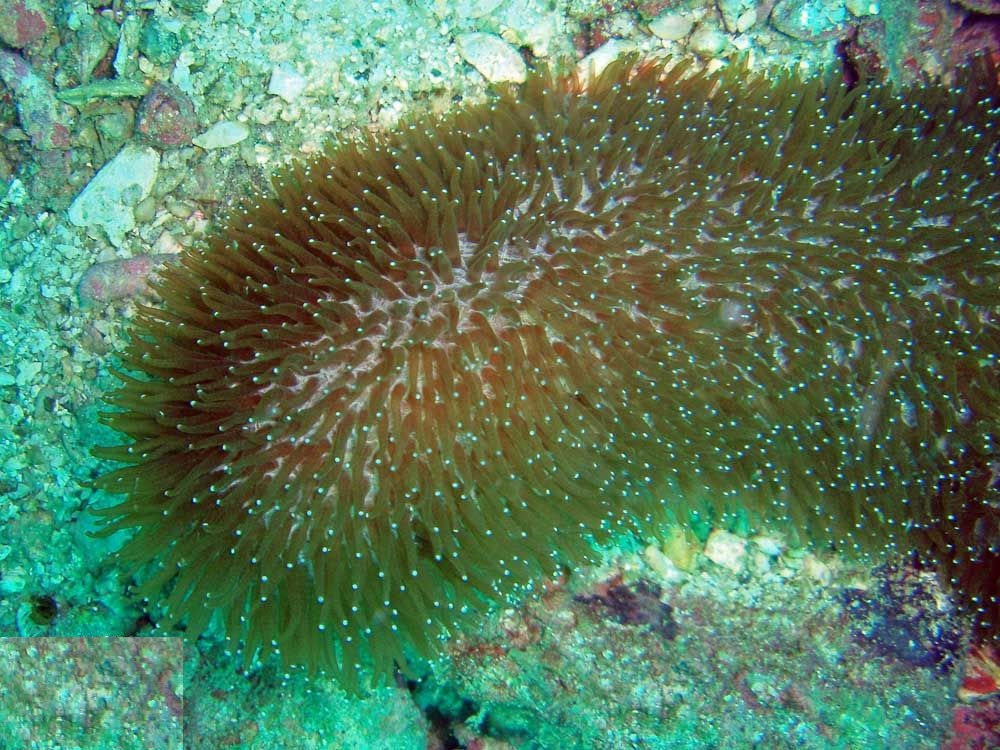
H. limax con pólipos expandidos en Koh Phangan

## Hábitat
Se encuentra en laderas y plataformas de los arrecifes. Es común en suelos blandos o rocosos del arrecife, de aguas superficiales, protegidas y soleadas, como las de las lagunas coralinas.
Su rango de profundidad es entre 1 y 30 m, aunque se reportan localizaciones hasta los 52 m, y en un rango de temperaturas entre los 25.23 y 28.95 °C.

## Distribución geográfica
Su distribución geográfica comprende el océano Indo-Pacífico, desde la costa oriental africana, Madagascar, India hasta Australia y las islas Fiyi. 
Es especie nativa de Arabia Saudí; Australia; Birmania; Camboya; Chagos; Cocos (Keeling); Comoras; Islas Cook; Egipto; Eritrea; Estados Unidos (Islas menores alejadas); Filipinas; Fiyi; Polinesia Francesa; Guam; India; Indonesia; Israel; Japón; Jordania; Kenia; Kiribati; Madagascar; Malasia; Maldivas; Islas Marshall; Mauricio; Mayotte; Micronesia; Mozambique; Nauru; Isla de Navidad; Nueva Caledonia; Niue; Islas Marianas del Norte; Pakistán; Palaos; Papúa Nueva Guinea; Reunión; Islas Salomón; Samoa; Samoa Americana; Seychelles; Singapur; Somalia; Sri Lanka; Sudán; Tailandia; Taiwán; Tanzania; Tokelau; Tonga; Tuvalu; Vanuatu; Vietnam; Wallis y Futuna; Yemen y Yibuti.

## Conservación
La Lista Roja de Especies Amenazadas de la UICN califica su estado de conservación de Preocupación menor ver 3.1, exponiendo al respecto:
En general, la mayor amenaza para los corales es el cambio climático global, en particular, las temperaturas extremas que conducen a la decoloración y una mayor susceptibilidad a la enfermedad, aumento de la gravedad de los acontecimientos y las tormentas ENOS, y la acidificación del océano.
La amenaza conocida más importante para esta especie es la extensa reducción del hábitat de arrecifes de coral, debido a una combinación de amenazas. Las tendencias de población específicas son desconocidas, pero la reducción de la población se pueden deducir de la pérdida de hábitat estimada (Wilkinson 2004). Está muy extendida, y es común en toda su área de distribución, y por lo tanto, es probable que sea más resistente a la pérdida de hábitat y la degradación de los arrecifes, debido a un tamaño efectivo de la población general asumido, que está altamente conectado y / o estable con una mayor variabilidad genética.
Esta especie está prevista para el comercio de acuarios. Indonesia es el mayor exportador con una cuota anual de 2.000 piezas en vivo en 2005.

### Acciones de conservación
Todos los corales están listados en el Apéndice II de CITES. Partes del área de distribución de la especie están dentro de áreas marinas protegidas. 
Las medidas recomendadas para la conservación de esta especie incluyen: la investigación en taxonomía, la población, la abundancia y tendencias, el estado de la ecología y hábitat, amenazas y resistencia a las amenazas, la acción de restauración; identificación, creación y gestión de nuevas áreas protegidas; expansión de las áreas protegidas; gestión de la recuperación; y gestión de la enfermedad, y de los parásitos patógenos. La propagación artificial y técnicas como la criopreservación de gametos pueden ser importantes para la conservación de la biodiversidad de corales. Medidas de conservación recomendadas incluyen las encuestas de población para controlar los efectos de la recolección para el comercio de acuarios, especialmente en Indonesia.